# Miss Zombie
Miss Zombie è un film del 2013 diretto da Sabu.

## Trama
In un Giappone futuro, gli zombie vengono catturati e venduti a famiglie ricche per servirle come schiavi-maggiordomi. Gli scienziati hanno finalmente capito come eliminare la loro fame e la loro ferocia: non nutrendoli più carne, ma solo frutto e verdura. Ad ogni non morto viene inoltre attribuito un livello che esprime: più il livello è basso, più lo zombie è simile a un umano. Una giovane donna zombie (Miss Zombie) viene data a una famiglia ricca formata dal Dr. Teramoto, sua moglie Shizuko e suo figlio Kenechi. La non umana sembra non aver perso la ragione per via del suo livello di virus basso e ricorda ancora il momento in cui perse suo figlio quando era ancora in grembo.  La donna, diventa l'animale domestico della famiglia, facendo qualsiasi cosa ordinano. La sera, dopo aver ricevuto la sua “cena” esce per le strade della città, presa in giro da tutti, per poter tornare alla sua piccola abitazione per consumare il suo cibo, tra cui trova un fiore bianco donatole da Shizuko.
I giorni passano, e Miss Zombie conserva tutti i fiori che le vengono regalate dalla donna di casa come conserva anche le armi con cui viene attaccata dai cittadini della città. Quando viene violentata da dei tipi loschi che lavorano nei pressi della casa di Teramoto, quest'ultimo vede tutto rimanendo sconvolto. Kenechi muore in un incidente su un lago e Shizuko, per non perdere il figlio, fa in modo che la zombie lo morda per farlo diventare a sua volta un non morto. Il bambino si risveglia, ma invece di abbracciare la madre naturale, stringe tra le braccia la non morta, riconoscendola come unico genitore. Per questo, la donna di casa incomincia ad odiare la zombie, e il suo odio aumenta quando viene a sapere che anche Teramoto si è follemente innamorata di lei. Inoltre, Miss Zombie sembra aver ritrovata la sua agilità e per questo si vendica di tutti coloro che l'avevano maltratta fino a quel momento e col loro sangue prepara i biberon per sfamare Kenechi.
Shizuko, stanca di Miss Zombie decide di ucciderla sparandole con una pistola, ma colpisce accidentalmente Teramoto, uccidendolo. La non morta, sentendo lo sparo, fugge lontano e porta Kenechi con sé. La donna li insegue, uccidendo chiunque le capiti a tiro, compreso gli stupratori della non morta. La Shizuko riesce a raggiungere i due, ma vede il modo in cui Kenechi si è affezionato a Miss Zombie e prima, dà inizio a un pianto disperato per poi suicidarsi per l'abbandono del figlio. Kenechi, vedendo il suicidio della madre torna indietro, e la non morta decide di trasformare anche lei in uno zombie. Madre e figlio possono finalmente abbracciarsi, mentre Miss Zombie si punta una pistola alla testa e si suicida, stanca dell'oppressione di quel mondo.